# Tanzania na Mistrzostwach Świata w Lekkoatletyce 2011
Tanzania na Mistrzostwach Świata w Lekkoatletyce 2011 reprezentowana była przez tylko jedną zawodniczkę.

## Występy reprezentantów Tanzanii

### Kobiety

#### Konkurencje biegowe
| Konkurencja    | Zawodniczka  | Runda 1  | Runda 1 | Runda 2  | Runda 2 | Półfinał | Półfinał | Finał       | Finał   |
| Konkurencja    | Zawodniczka  | Rezultat | Pozycja | Rezultat | Pozycja | Rezultat | Pozycja  | Rezultat    | Pozycja |
| -------------- | ------------ | -------- | ------- | -------- | ------- | -------- | -------- | ----------- | ------- |
| Bieg na 5000 m | Zakia Mrisho |          |         | 15:35.37 | 13 q    |          |          | 15:18.81 SB | 11      |